# Poisson cru à la tahitienne
Pour les articles homonymes, voir Poisson (homonymie), cru et Tahiti (homonymie).
Le poisson cru à la tahitienne (i'a ota, en langue tahitienne, ota ika, à Hawaï) est une spécialité gastronomique traditionnelle de la cuisine de Tahiti (étendue à la Polynésie) à base de poisson cru cuit au jus de citron, et servi avec du lait de coco. Il présente certaines similitudes avec le ceviche sud-américain, avec lequel il ne doit toutefois pas être confondu. 

## Description
Ce plat est généralement préparé à partir de thon cru très frais, mais d'autres poissons de Polynésie, comme les mahi mahi (dorade coryphène), bonite, barracuda, saumon et saumon des dieux, mérou, poisson-perroquet, espadon, marlin bleu, voilier, wahoo, maquereau, rascasse, thazard, carangue, anguille, mais aussi moules, crevettes, langouste, ou poulpe..., se prêtent à cette préparation. Le filet de poisson cru parfaitement nettoyé est découpé en dés et assaisonné de sel et de citron, puis réservé pendant un temps variable selon le niveau de cuisson désiré (une vingtaine de minutes par exemple) au réfrigérateur où il est « cuit » et parfumé par le jus de citron. Il est servi avec du lait de coco et consommé le plus rapidement possible pour préserver la fraîcheur du poisson.

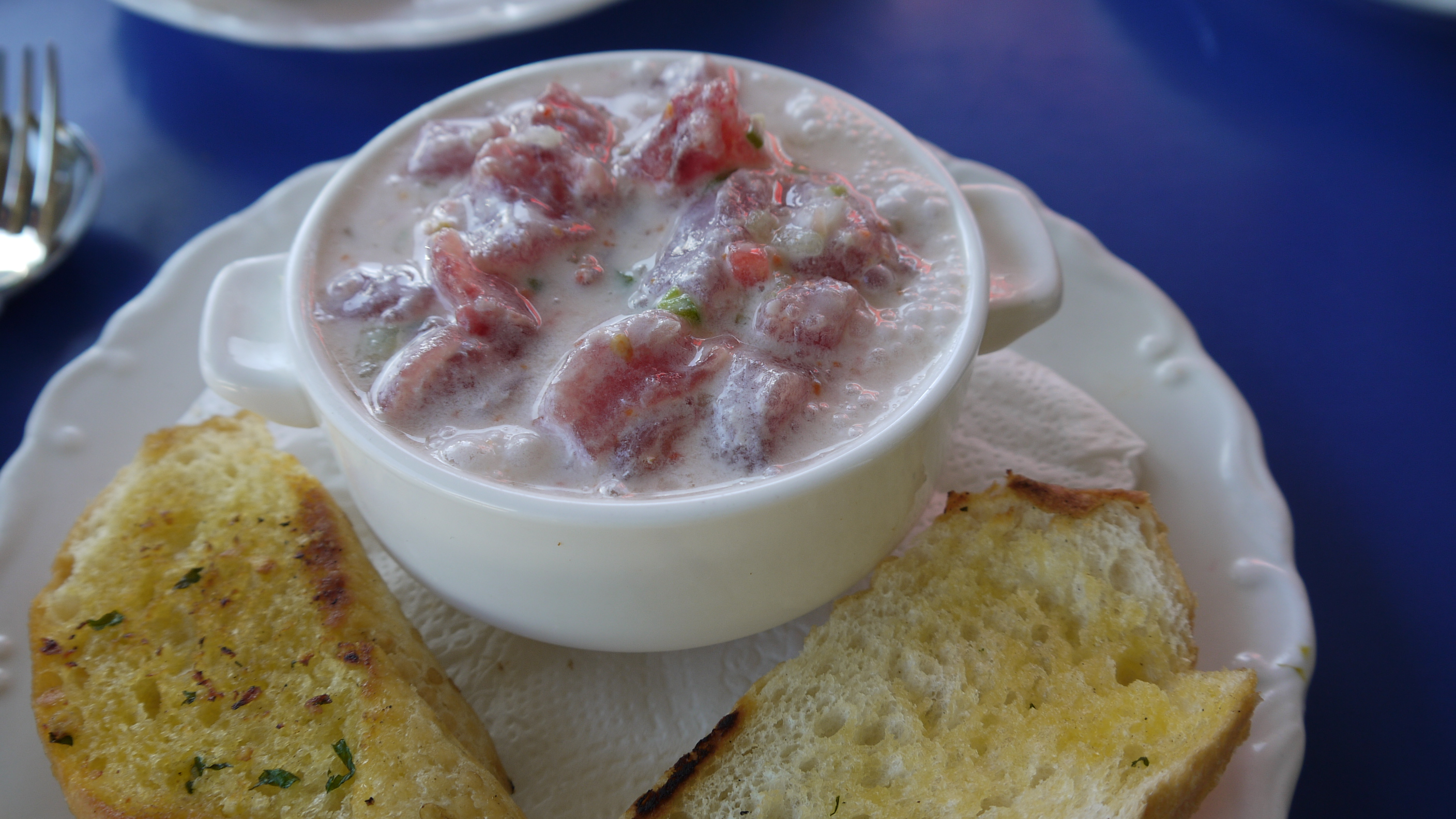
Poisson cru à la tahitienne.
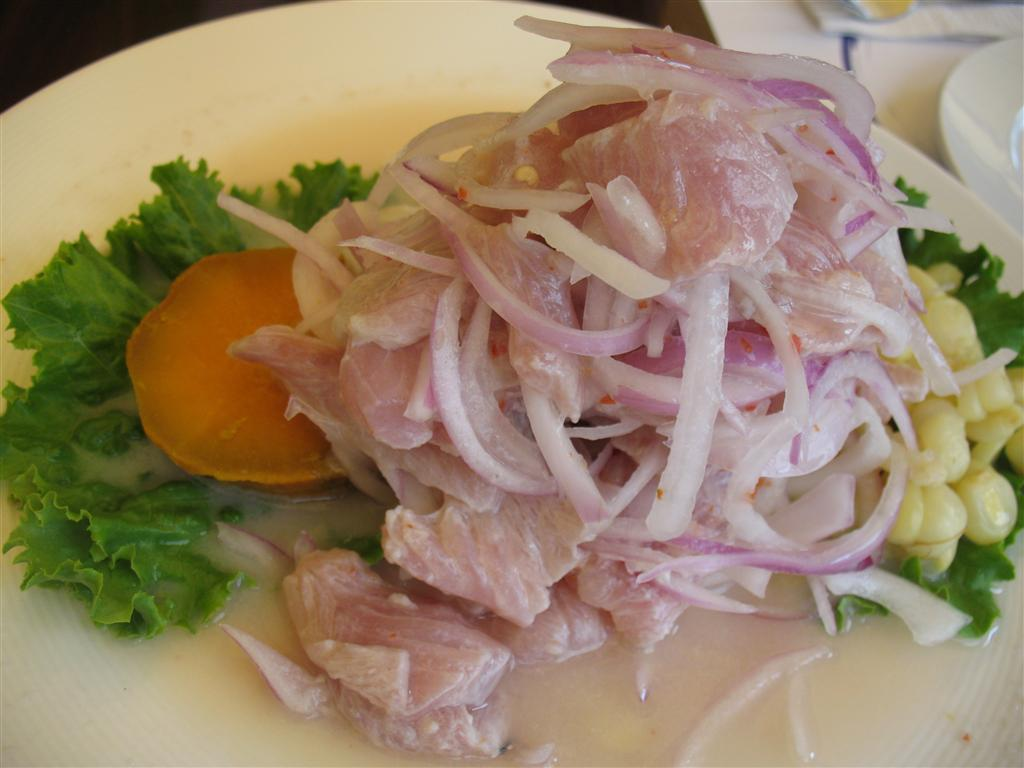
Ceviche (côte pacifique d'Amérique latine).

Cette recette a été adaptée sous les influences métropolitaines et chinoises locales en diverses variantes. Les recettes d'inspiration chinoise sont cuisinées avec des légumes comme laitue, carotte, céleri, concombre. Des préparations plus occidentales incluent par exemple de l'oignon ou de l'ail pressé. Il peut être comparé au ceviche de la côte pacifique d'Amérique latine, ou à de nombreuses variantes dont le poké de la cuisine hawaïenne, l'ika mata de la cuisine des îles Cook et des îles du Pacifique, le kinilaw de la cuisine philippine, le blaff de poissons des cuisines antillaise et guyanaise, le carpaccio de poisson de la cuisine italienne.

Quelques variantes
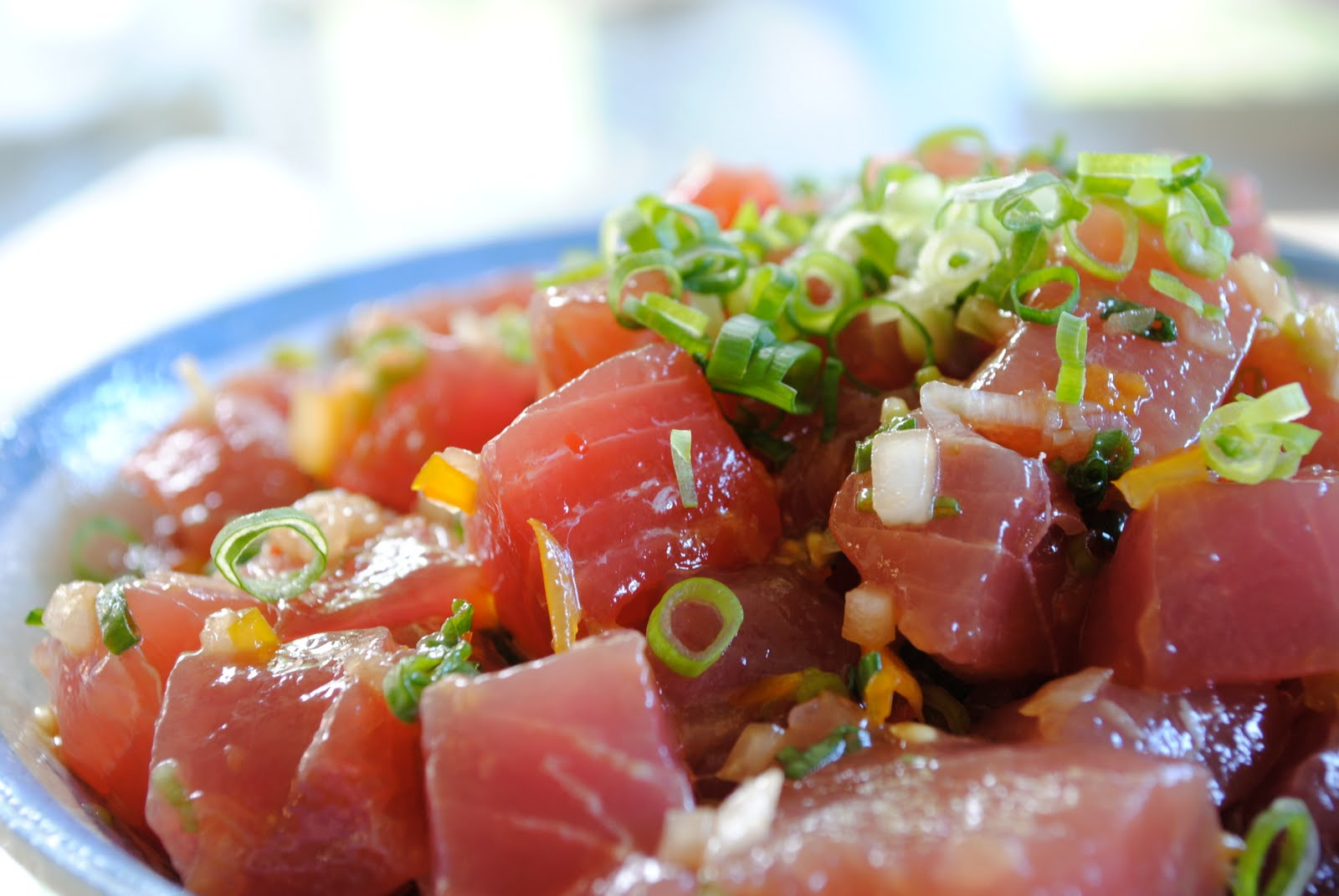
Poké (cuisine hawaïenne).
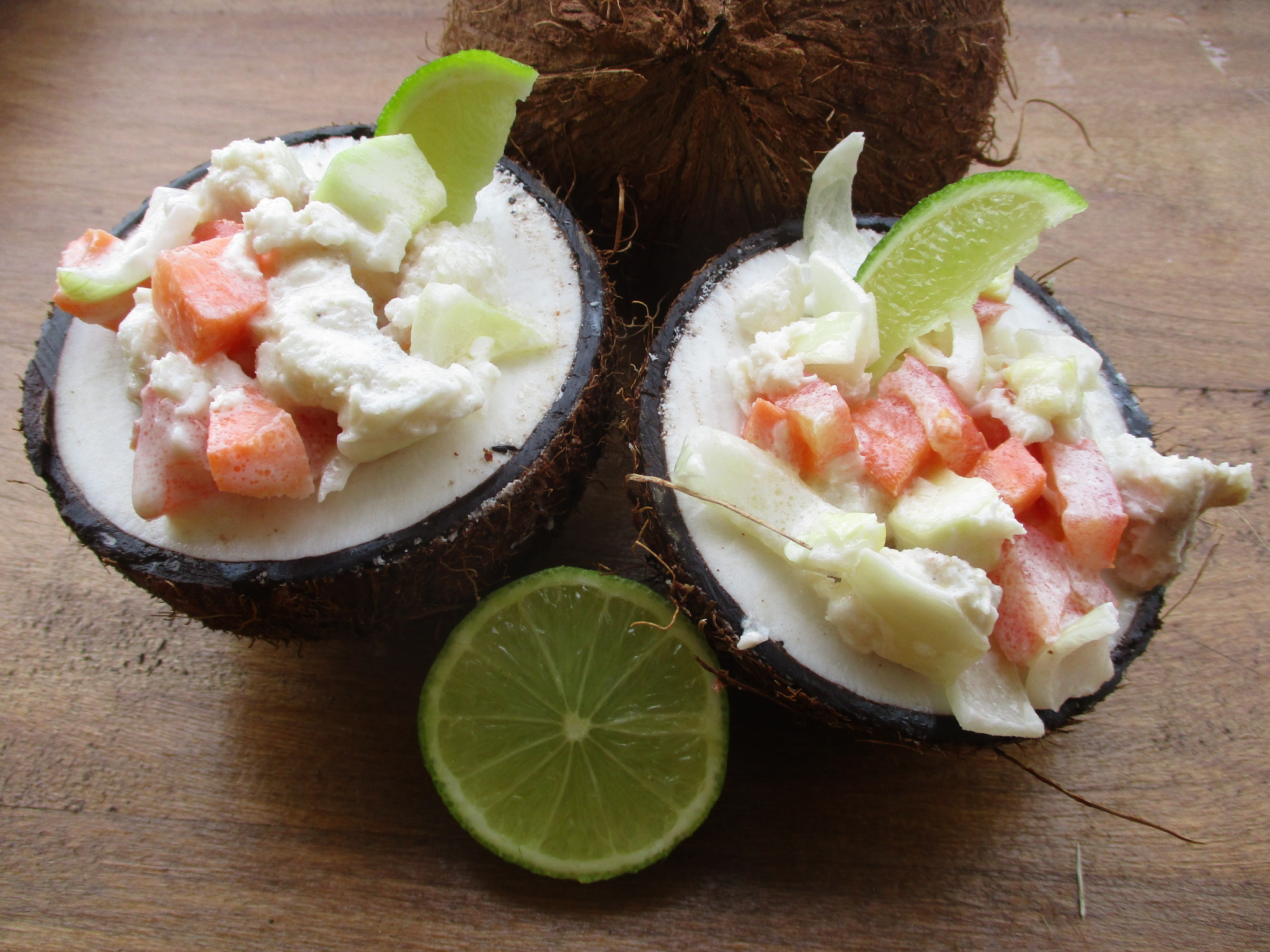
Ika mata (cuisine des îles Cook et des îles du Pacifique).
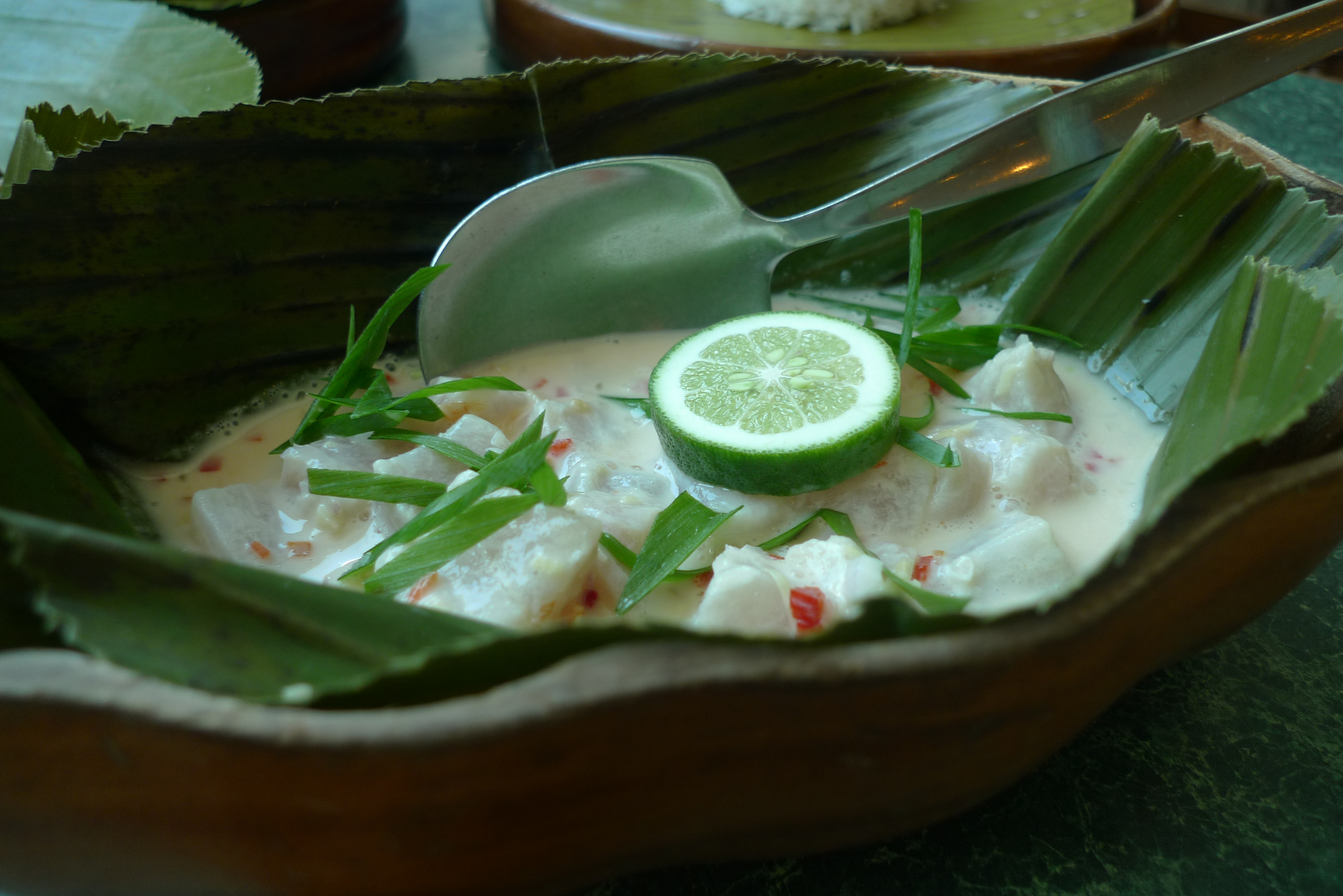
Kinilaw (cuisine philippine).
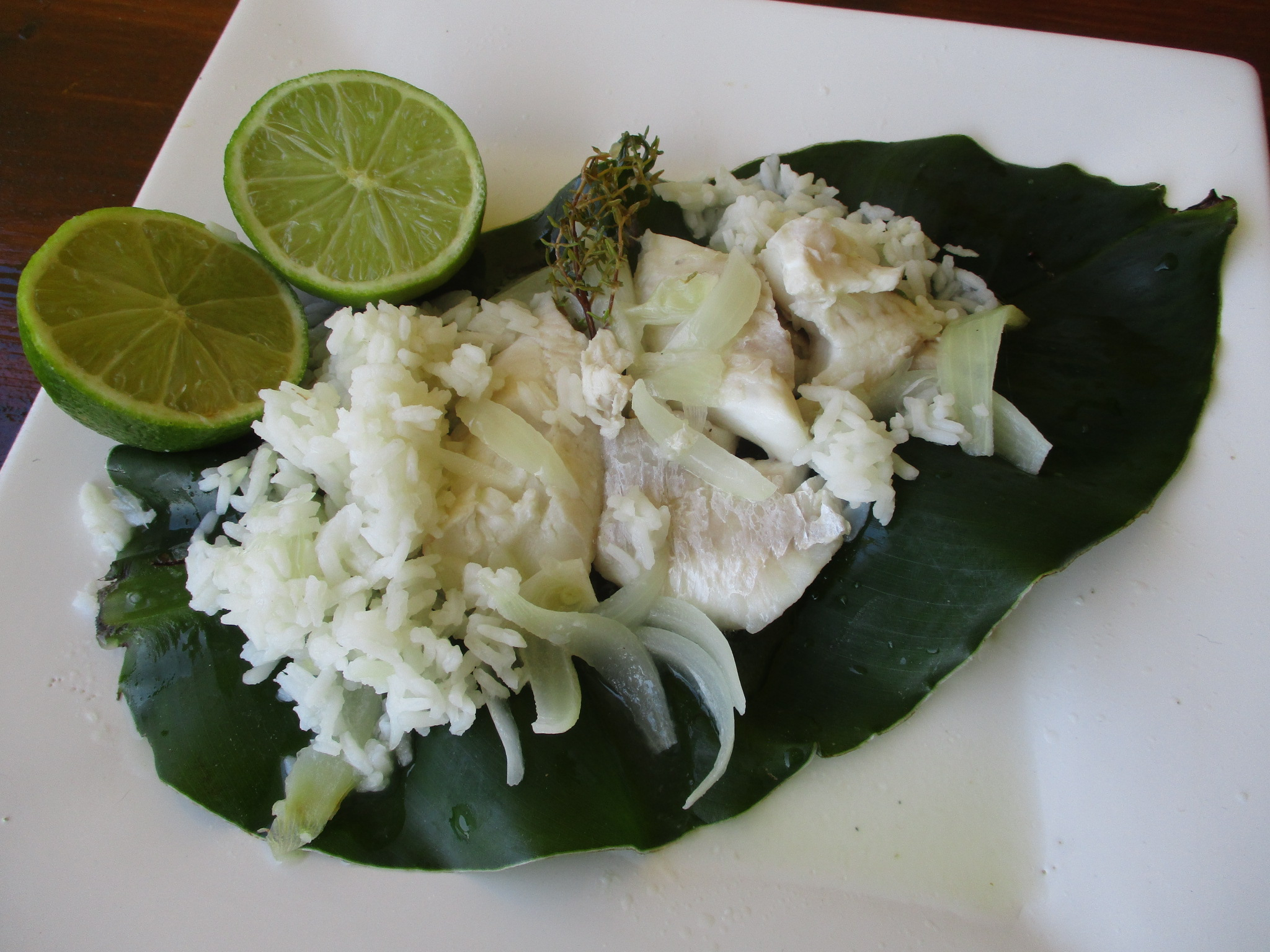
Blaff de poissons (cuisine antillaise et guyanaise).
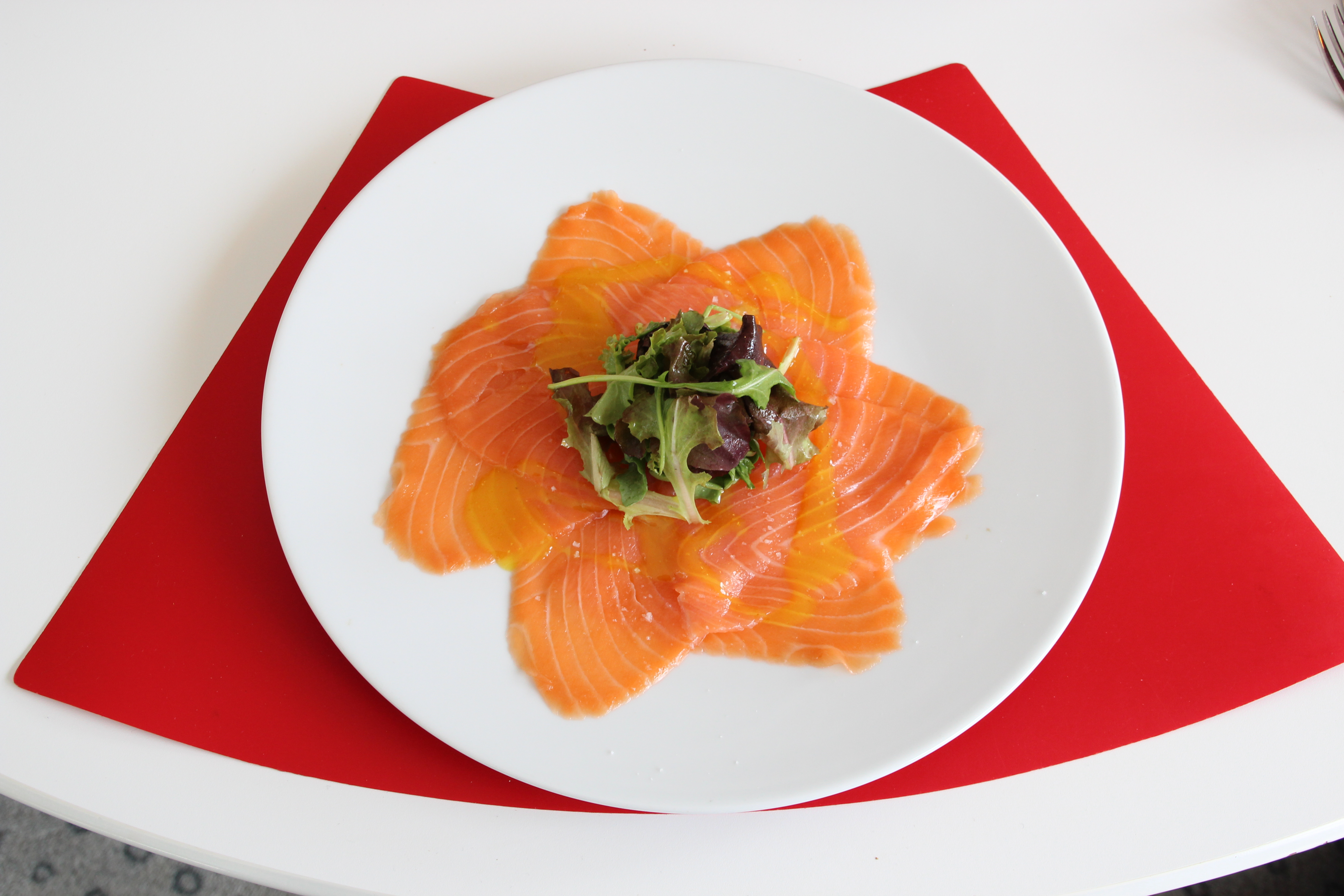
Carpaccio (cuisine italienne).

Importé par les Tahitiens de Nouvelle-Calédonie en Nouvelle-Calédonie, ce plat est devenu très populaire dans cet archipel sous le nom de « salade tahitienne ».

## Intoxication alimentaire
La consommation de produits alimentaires crus (crudivorisme) ou à peine cuits par des marinades de citron, peut présenter des risques d'intoxication alimentaire plus ou moins sévères si le poisson n'est pas très frais et bien préparé. La cuisson des aliments ou congélation des produits frais pendant 7 jours participent à améliorer l'hygiène alimentaire en détruisant germes et autres parasites des aliments,,.